# Кірхбіхль
Кірхбіхль (нім. Kirchbichl) — містечко й громада округу Куфштайн у землі Тіроль, Австрія.
Кірхбіхль лежить на висоті 515 м над рівнем моря і займає площу 14,97 км². Громада налічує 5363 мешканців.
Густота населення 358/км².
|                                    |
| Кірхбіхль на мапі округу та землі. |

 Адреса управління громади: Oberndorferstraße 1, 6322 Kirchbichl.

## Відомі особистості
В поселенні народився:
- Карл Лиш (1907-1999) — австрійський офтальмолог.